# Amatriciana

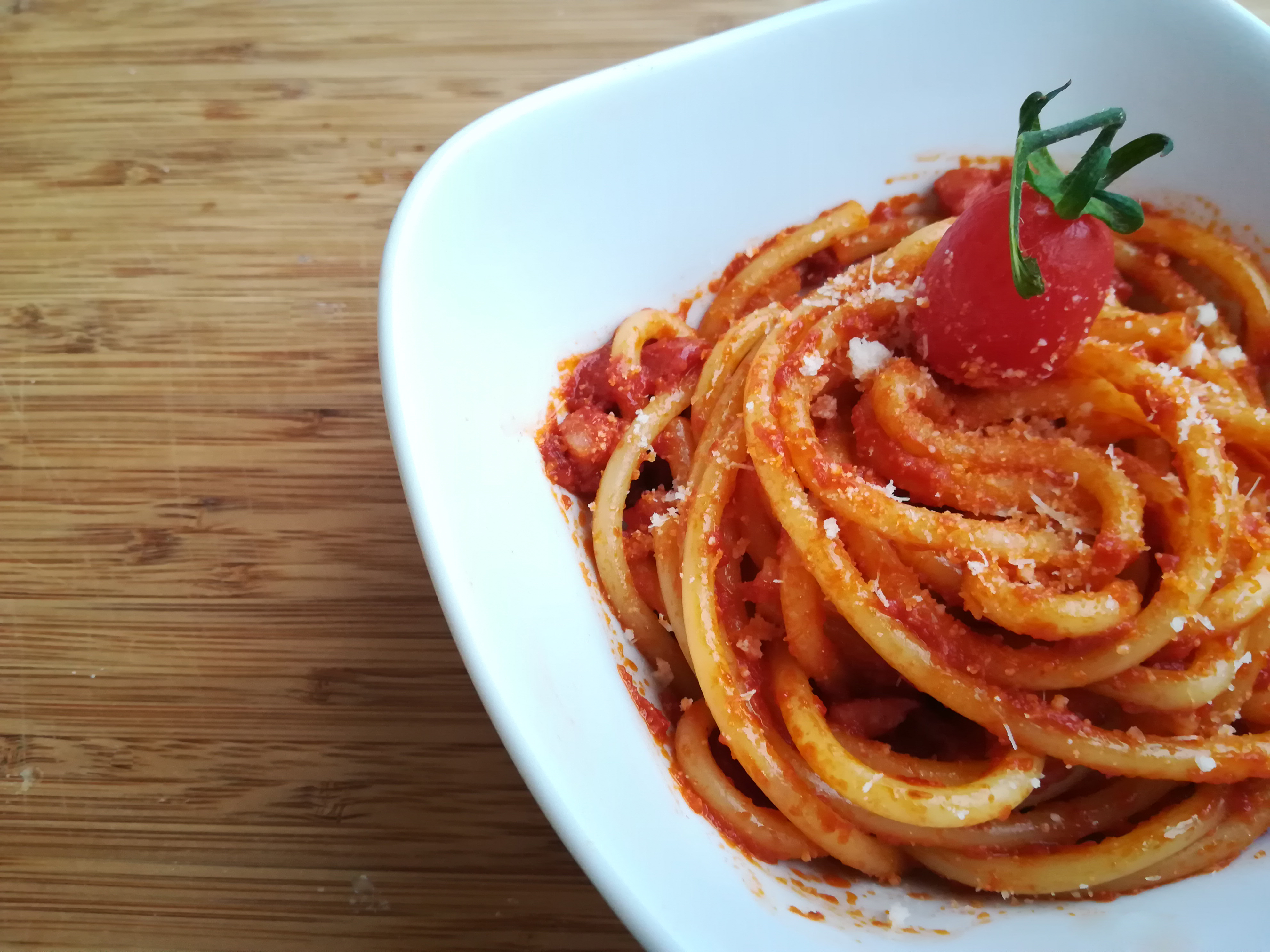
Bucatini all'amatriciana.

La salsa a la amatriciana (sugo all'amatriciana; pronunciación en italiano: /allamatriˈtʃaːna/; o en romanesco sugo alla matriciana) es una salsa italiana usada para condimentar pastas; su nombre deriva de la pequeña localidad de Amatrice en la región del Lacio cerca de los Abruzos.

## Historia
La salsa amatriciana es muy apreciada por los actuales romanos que la adoptaron de los pastores amatricianos los cuales durante el período estival frecuentemente se trasladaban hacia Roma para vender sus productos lácteos (especialmente quesos) y carnes ovinas y porcinas. El antepasado de la amatriciana es la salsa gricia cuyo nombre hipotéticamente deriva de una aldea a pocos kilómetros de Amatrice llamada Grisciano.

## Descripción
La salsa amatriciana se compone de guanciale salteado con vino blanco seco, tomate y queso curado de oveja. Es costumbre cocinar los bucatini y los macarrones con esta salsa, aunque el municipio de Amatrice defiende el uso exclusivo de los espaguetis como forma de preservar la receta original.

## Variantes
La cebolla no se usa en Amatrice, pero se cita en los manuales clásicos de la cocina romana. Aunque en las recetas más antiguas no se indica grasa para cocinar, o más bien se usa la grasa del guanciale, generalmente para este fin se usa principalmente aceite de oliva extra virgen. El uso de manteca de cerdo también está atestiguado.
También es posible sofreir ajo en el aceite de oliva antes de agregar el guanciale, mientras que como queso se puede usar tanto el queso pecorino romano como el de Amatrice. El uso de pimienta negra o chile también está atestiguado.